# Stuart McCaffrey
Stuart McCaffrey (Glasgow, 30 mei 1979) is een Schotse voetballer (verdediger) die sinds 2010 voor de Schotse tweedeklasser Greenock Morton FC uitkomt. Voordien speelde hij onder meer voor Hibernian FC, Inverness FC en St. Johnstone FC. 